# Masacrul de la Sculeni
Masacrul de la Sculeni, lângă Ungheni, astăzi în Republica Moldova, a avut loc în zilele de 26 și 27 iunie 1941. Armata română, care exercita presiuni asupra trupelor sovietice aflate pe Prut și care seconda Armata XI germană, a comis aici prima crimă majoră împotriva evreilor din Basarabia. Un număr de 311 evrei (copii, femei, bărbați și bătrâni) au fost mitraliați în acele zile de iunie. Se pare că jumătate din numărul victimelor au fost femei.